# Kartoharjo (Grabag)
Kartoharjo is een bestuurslaag in het regentschap Magelang van de provincie Midden-Java, Indonesië. Kartoharjo telt 1518 inwoners (volkstelling 2010).